# Frans Lourijsen

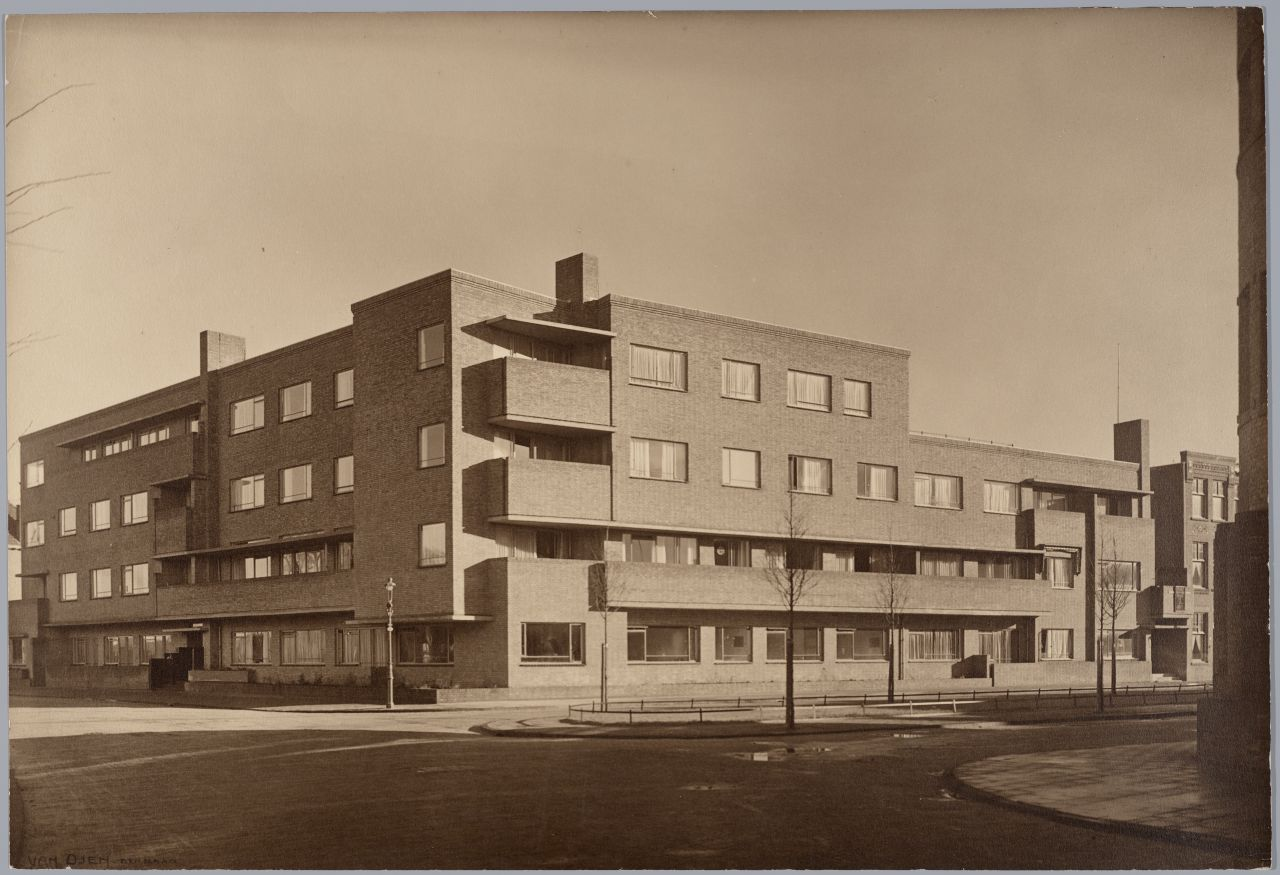
Woonhotel, Jozef Israëlsplein, Den Haag. 1926

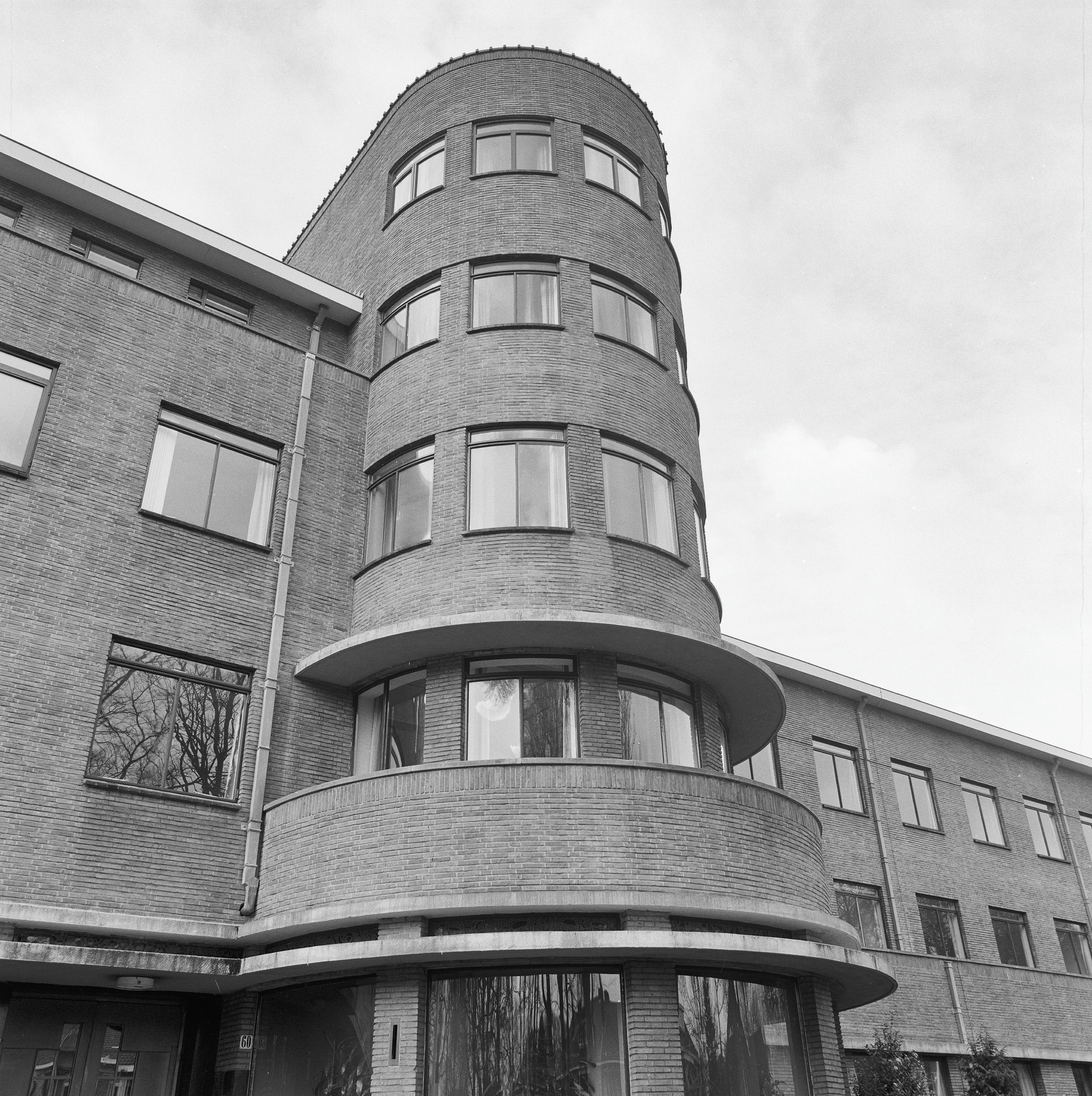
Van Hogenhoucklaan, Den Haag. 1931

Franciscus Lodewijk Johannes Lourijsen (Teteringen, 21 juli 1889 – Den Haag, 5 februari 1934) was een Nederlandse architect die een belangrijke rol speelde in de ontwikkeling van de Nieuwe Haagse School. Lourijsen geldt als een vertegenwoordiger van deze architectuurstroming, die zich van de Amsterdamse School onderscheidt door een meer ingetogen vormgeving. Zijn oeuvre omvat diverse woonhotels en flatgebouwen in Den Haag. Sterk beïnvloed door Jan Wils en het werk van Frank Lloyd Wright, heeft Lourijsen een eigen plek binnen de Nederlandse architectuur.
Het gezin Lourijsen verhuisde in 1903 naar Den Haag. Daar werd de veertienjarige Frans in het bevolkingsregister ingeschreven als bouwkundig tekenaar. Hij volgde avondcursussen aan de Academie voor Beeldende Kunsten, en werkte daarnaast bij verschillende architecten en ingenieursbureaus. Hij was sinds 1920 lid van de Haagse Kunstkring. Vanaf zijn tweeëndertigste was hij zelfstandig architect.
Lourijsen begon in 1921 met de bouw van 71 traditionele woningen aan de Chrispijnstraat. Enkele jaren later ontwikkelde zijn stijl zich richting modernisme, zichtbaar in de Mesdagstraat, waar herenhuizen elementen van De Stijl tonen. In de Mauvestraat ontwierp hij een kubistische villa met verspringende gevelvlakken. In Rotterdam ontwierp hij een woonhotel aan de Westzeedijk. Het complex omvat 24 appartementen, bereikbaar via drie entrees, die zijn voorzien van bronzen deuren met smalle glas-in-loodramen. De ingangspartijen zijn versierd met marmeren afbeeldingen van dieren. Tussen ca. 1925 en 1930 werkte hij met donkere baksteen en platte vlakken. In 1931 brak hij met deze stijl; aan de Van Hogenhoucklaan verrees een woonhotel met cilindrische vormen en lichtgekleurde baksteen.
Er zijn in totaal elf projecten van hem bekend. Het bescheiden oeuvre van Frans Lourijsen omvat enkele toonaangevende werken binnen de Nieuwe Haagse School. Hij was betrokken bij de realisatie van diverse woningbouwprojecten, waaronder het flatgebouw aan het Haagse Jozef Israëlsplein en het woongebouw aan de Van Hogenhoucklaan. Lourijsens ontwerpen kenmerken zich door horizontale geledingen, overstekende daken en het gebruik van betonnen luifels. Hij werkte ook samen met kunstenaars als beeldhouwer Jan Altorf.
Op 44-jarige leeftijd overleed hij, vermoedelijk aan een ziekte die zich in de zomer van 1933 openbaarde.